# Ce que les flots racontent
Pour plus de détails, voir Fiche technique et Distribution.
Ce que les flots racontent est un film muet français réalisé par Abel Gance, sorti en 1916.
Le film est tourné en septembre 1915 à Ploumanac'h en Bretagne en même temps que Le Périscope et Le Fou de la falaise.

## Fiche technique
- Titre français : Ce que les flots racontent
- Réalisation : Abel Gance
- Scénario : Abel Gance
- Photographie : Léonce-Henri Burel
- Producteur : Louis Nalpas
- Société de production : Le Film d'art
- Pays d'origine :  France
- Langue : film muet avec les intertitres  en français
- Format : Noir et blanc — 35 mm — 1,33:1 — Muet
- Métrage :
- Genre :
- Durée :
- Dates de sortie :
  -  France : 1916

## Distribution
- Albert Dieudonné
- Henri Maillard
- Georges Raulin
- Yvonne Sergyl